# Serra Pelada (filme)
Serra Pelada é um filme brasileiro de 2013 dirigido por Heitor Dhalia. O filme é estrelado por Juliano Cazarré, Júlio Andrade, Sophie Charlotte, Wagner Moura e Matheus Nachtergaele.
O filme teve um custo estimado de 8,4 milhões de reais, sendo deste total 6,8 milhões de reais financiados através de incentivos fiscais.
Em 2014, o filme ganhou uma adaptação em microssérie da Rede Globo, que passou por nova montagem e edição em quatro capítulos. A microssérie foi reexibida pelo Viva entre os dias 5 e 26 de novembro de 2022, substituindo Dalva e Herivelto: Uma Canção de Amor, aos sábados às 22h. Também foi reprisada pelo Canal Brasil em fevereiro do mesmo ano, com exibição de episódios duplos toda segunda-feira às 21h45. No final de setembro de 2014, a Globo TV International anunciou que os direitos de exibição na Polônia foram vendidos para o canal TVN. O filme estreou-se em Portugal a 5 de outubro de 2016.

## Sinopse
O filme conta a história de dois amigos que deixam São Paulo em busca das promessas de enriquecimento no garimpo do ouro.
Locações do filme foram feitas em Mogi das Cruzes, no estado de São Paulo.

## Elenco
| Ator/atriz           | Personagem       |
| -------------------- | ---------------- |
| Juliano Cazarré      | Juliano          |
| Júlio Andrade        | Joaquim          |
| Sophie Charlotte     | Tereza           |
| Wagner Moura         | Lindo Rico       |
| Matheus Nachtergaele | Coronel Carvalho |
| Eline Porto          | Izabel           |
| Silvero Pereira      | Severino         |
| Jesuíta Barbosa      | Navalhada        |
| Lyu Arisson          | Marcelo          |
| Adriano Barroso      | Lindomar         |
| Rose Tuñas           | Bereka           |

## Prêmios e indicações
| Ano  | Premiação                                          | Categoria                                              | Indicado                                    | Resultado |
| ---- | -------------------------------------------------- | ------------------------------------------------------ | ------------------------------------------- | --------- |
| 2013 | Festival Internacional de Cinema e Vídeo Ambiental | Melhor Filme                                           | Heitor Dhalia e Vera Egito                  | Venceu    |
| 2013 | Festival Internacional de Cinema do Rio            | Melhor Filme                                           | Heitor Dhalia e Vera Egito                  | Indicado  |
| 2013 | Festival Internacional de Cinema do Rio            | Melhor Atriz                                           | Sophie Charlotte                            | Indicada  |
| 2014 | Prêmio Guarani de Cinema Brasileiro                | Melhor Elenco                                          | Ricardo Karam                               | Indicado  |
| 2014 | Prêmio Guarani de Cinema Brasileiro                | Melhor Direção de Arte                                 | Tulé Peak                                   | Indicada  |
| 2014 | Prêmio Guarani de Cinema Brasileiro                | Melhor Direção de Fotografia                           | Lito Mendes da Rocha                        | Indicado  |
| 2014 | Prêmio Guarani de Cinema Brasileiro                | Melhor Efeito Visual                                   | Sergio Farjalla Jr                          | Venceu    |
| 2014 | Prêmio Guarani de Cinema Brasileiro                | Melhor Som                                             | Ana Mouriño, Martín Grignaschi e Lucas Page | Indicado  |
| 2014 | Prêmio Guarani de Cinema Brasileiro                | Melhor Montagem                                        | Marcio Hashimoto                            | Indicado  |
| 2014 | Prêmio Guarani de Cinema Brasileiro                | Melhor Figurino                                        | Bia Salgado                                 | Indicada  |
| 2014 | Prêmio Guarani de Cinema Brasileiro                | Melhor Maquiagem                                       | Siva Rama Terra                             | Indicada  |
| 2014 | Grande Prêmio do Cinema Brasileiro                 |                                                        |                                             |           |
| 2014 | Melhor Direção                                     | Heitor Dhalia                                          | Indicado                                    |           |
| 2014 | Melhor Atriz                                       | Sophie Charlotte                                       | Indicada                                    |           |
| 2014 | Melhor Ator Coadjuvante                            | Wagner Moura                                           | Venceu                                      |           |
| 2014 | Melhor Ator Coadjuvante                            | Matheus Nachtergaele                                   | Indicado                                    |           |
| 2014 | Melhor Ator Coadjuvante                            | Jesuíta Barbosa                                        | Indicado                                    |           |
| 2014 | Melhor Direção de Fotografia                       | Lito Mendes da Rocha                                   | Indicado                                    |           |
| 2014 | Melhor Direção de Arte                             | Tulé Peake                                             | Indicada                                    |           |
| 2014 | Melhor Figurino                                    | Bia Salgado                                            | Indicada                                    |           |
| 2014 | Melhor Maquiagem                                   | Siva Rama Terra                                        | Venceu                                      |           |
| 2014 | Melhor Efeito Visual                               | Robson Sartori                                         | Indicado                                    |           |
| 2014 | Melhor Som                                         | João Godoy, Mártin Grignaschi, Diego Gat, Lucas Meyere | Indicado                                    |           |
| 2014 | Melhor Trilha Sonora Original                      | Antônio Pinto                                          | Indicado                                    |           |